# 三峽長福巖
24°56′02″N 121°22′13″E / 24.93392°N 121.3704°E
三峽長福巖，古稱三角湧長福巖，人稱三峽祖師廟，是位於臺灣新北市三峽區的一座寺廟，也是當地最為重要的信仰中心，該廟位於三峽老街旁，三峽河水岸邊。主奉來自福建省泉州府安溪縣的高僧清水祖師，為一座受佛教與臺灣民間信仰影響極多的道教祖師廟，本廟與艋舺祖師廟、淡水祖師廟、瑞芳祖師廟，合稱為「大臺北四大祖師廟」，現為新北市政府文化局公告之直轄市市定古蹟，亦屬於「新北市文化資產」，也素有「東方藝術殿堂」之稱。

## 沿革

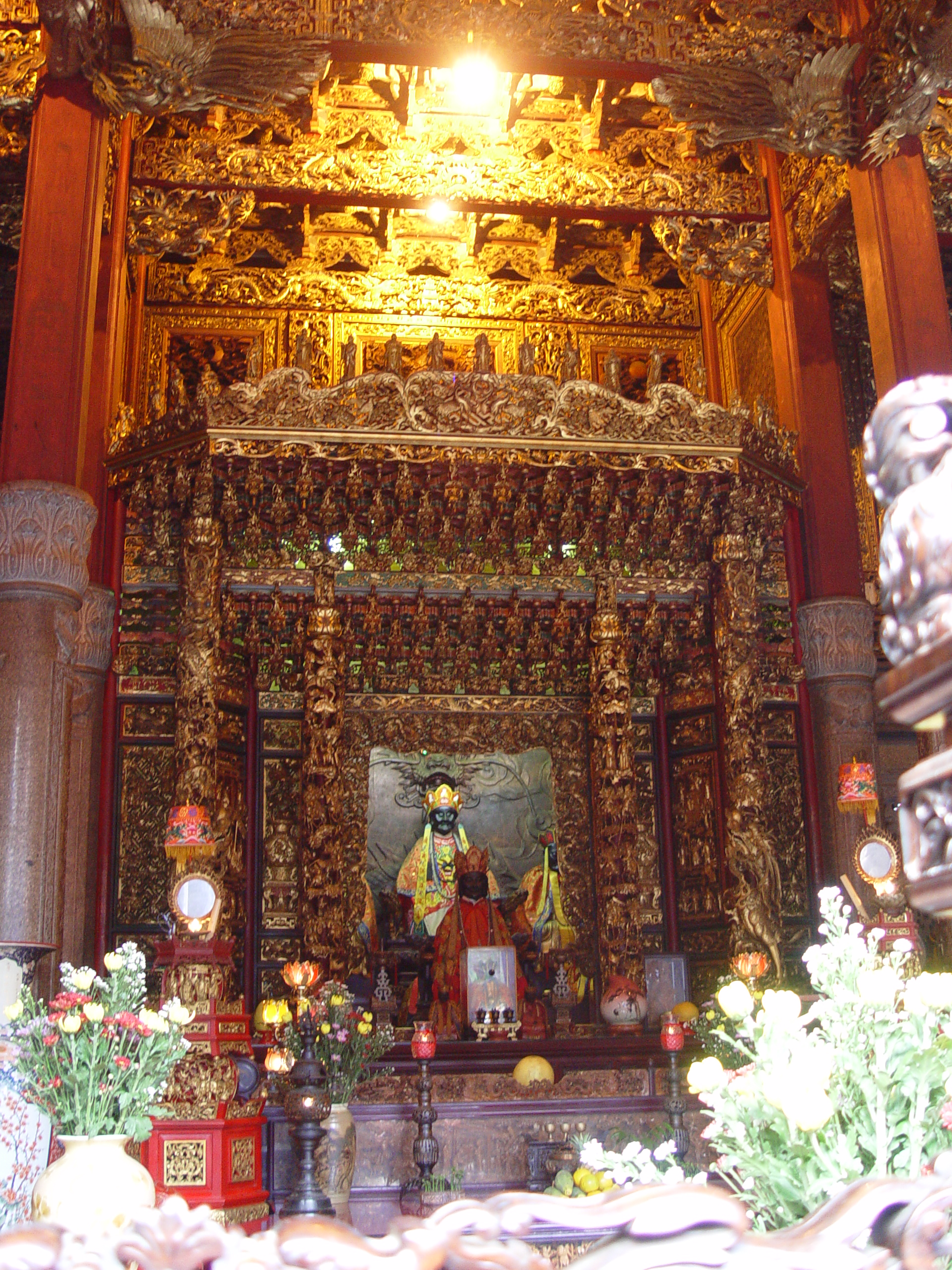
正殿清水祖師

在清高宗乾隆三十二年（1767年），來自今日的三峽、土城、鶯歌、大溪等的鄉民，分為劉姓、陳姓、林姓、李姓、王姓、大雜姓、中庄雜姓等七組人馬，於在三角湧公館尾（今三峽區秀川里）動工，建造祖師廟，供奉從福建省泉州府安溪清水巖迎來的清水祖師。1813年廟內更開設私塾，由名士陳川負責教育當地孩童。
清道光十二年及十三年，台灣分別發生彰化大震及宜蘭大震，尤其後者除了主震以外，餘震更長達半個月之久，該廟因不堪先後摧殘，地震有部份毀損坍塌，於是在清道光十三年（1833年）進行第一次重建，重建後同為福建省泉州府的大龍峒文人陳維英，於重修之後的長福巖，撰聯三對相贈清水祖師，分別為：「清風明月好參禪心真似水　祖仁本義堪濟世德可為師」、「長空花雨不測禪機化身終歸天竺　福地嫏嬛漫誇仙境迴首即是蓬萊」和「長江湧萬頃波濤杯渡不驚水鳥　福星照十方世界燈傳想自天龍」。
1895年馬關條約，福建臺灣省割讓日本，隨後乙未戰爭爆發，日軍在三角湧失利，事後採掃蕩方式南下挺進，本廟被焚，1899年進行第二次重建。
1945年，第二次世界大戰結束後日本投降，國民政府接管臺灣，三峽長福巖歸公家所有，並由當時代理三峽街長的藝術家李梅樹教授管理，由於李梅樹篤信清水祖師，愛好藝術，極其用心地進行了第三次的重建計劃，從募款、設計、成立委員會、工程進行，費時費力等，最終長福巖修復工程在1947年動土，交由彬派大木匠師陳田、陳己同和陳次武等人，從前殿開始進行全面整修，並購買台灣神社的鳥居改作龍柱。1963年正殿作樑；1975年鼓樓施工。

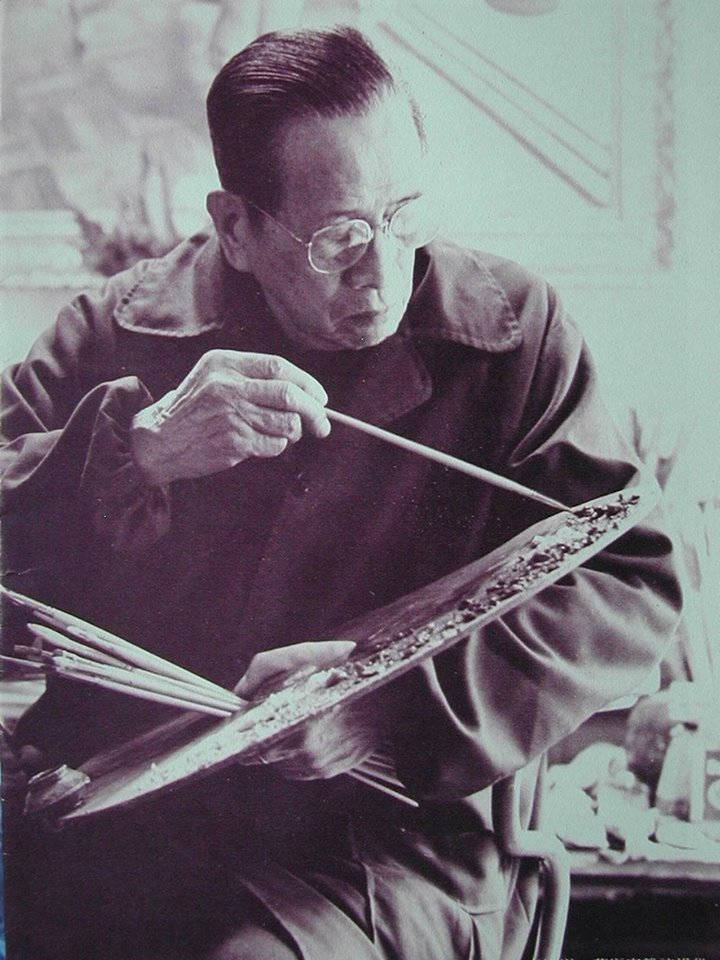
李梅樹教授為三峽長福巖第三次重建主持人

1983年，主持重建三十多年的李梅樹去世，長福巖重建委員會在改選時一波三折，1995年，長福巖曾因裝設石欄桿引起爭議，1996年三峽祖師廟的重建告停。
2018年4月13日，三峽長福巖經新北市政府文化局公告為直轄市定古蹟。

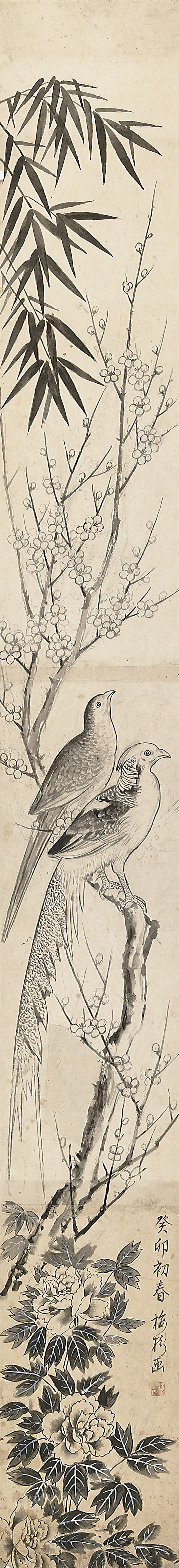
三峽長福巖內石雕水墨稿，廟宇內部石雕設計多為李梅樹教授邀請當年知名畫家與自己所作

## 建築設計
長福巖歷經三次改建，今為三進九開間的殿堂式廟宇，由前殿、大殿（也就是中殿）以及後殿組成，加上左右兩殿將廟宇圍成「回」字封閉空間；九開間則是廟的寬幅，三進九開間的特色就是寬幅大（30公尺），進深小（40公尺）。
前殿採三個獨立屋頂，三川五門與兩廂相連，東側龍門，西側虎門。正殿立於中央，香爐置於與正殿與前殿間之丹墀；中殿則為重簷歇山迴廊式，三川有三門，兩側門不供出入，外側圍以劍門，天公爐置於入口階梯下。廂房為兩層樓式，二樓做側殿及鐘鼓樓，外型朝垂直方向延伸。
各殿屋頂皆為重簷，每根脊上有剪黏裝飾，剪花匠按正脊、垂脊及戧脊等三條脊的不同設計作裝飾處理；內部則以藻井做成暗厝型式，以往只有殿堂式廟宇之中殿及三川殿才用此種做法。
長福巖是一座以石為基、以木為頂，同時也是臺灣第一座以銅雕藝術為飾的廟宇。壁體全用石作，大部份使用深灰色的觀音山石及花崗石。木材選用檜、樟木，以防蟲蛀。
除了基座的造型較簡潔外，廟體的其他部份都有繁美的石雕，最吸引人的是大殿20根步柱的石雕，其中的「三層雙龍柱」、「花鳥柱」與「百鳥朝梅柱」可說是廟中最重要的石柱雕刻。石雕圖樣除了由李梅樹設計外，也有出自當代畫家，如林玉山、歐豪年、王逸雲、林松等人的手筆；木雕則由木匠黃龜理、李松林等人操刀，以歷史典故、民間故事為主；銅雕部分，包括五門、前殿正門哼哈二將、四大天王及四大金剛，以及部份牆堵，由李梅樹指導藝專學生完成。樑為栝形，且不彩繪，在雕成後貼以金箔。石、銅柱可分為雙龍、單龍、花鳥柱及附有對聯的圓柱，柱頭雕刻特殊的倒捲樹葉形式圖案，稱為垂花。中殿四對花崗石大柱則以陰文鐫刻于右任、賈景德、閻錫山、高拜石等名人或書法家所寫的對聯。
長福巖石獅造型特色自成一格，既非清治細秀纖瘦的外觀，也不是日治時期的翹尾狛犬，而是形制飽滿、兩相對望的石獅，一般石獅與底座大抵體積相仿，但是長福巖的石獅卻比底座大上一號，而且傳統上母獅不開口的默契，暗喻婦道人家有耳無嘴，而這一切的窠臼被完全打破，乃出自於李梅樹教授的思想，他在日本受到西畫的訓練，又因為明治維新之後開始有兩性平權的濫觴，因為李教授將其觀念帶到長福巖的重建工作，因此刻意讓兩隻石獅都張口對望，其寓男女話語平權，兩相遙望夫唱婦隨。
這對石獅由李梅樹畫出雛形，再委請大石雕匠師頭手蔣銀牆為其鑿打粗胚，後續的細雕到成形，則交由鹿港張金記二代石雕匠師張清玉完成。

## 祀神
福建安溪高僧清水祖師（屬神：四大將）、太陽星君、太陰星君、文昌帝君、太歲星君。

## 祭典
每逢舊曆正月初六祖師生日，三峽祖師廟都會以神豬祭拜清水祖師，以示崇敬，敬考清水祖師一生，為漢傳佛教禪宗得道高僧，且其在世時未見有食肉之舉，故有人認為以祭祀素果、糕餅為宜，不適合以肉類、葷菜奉敬。

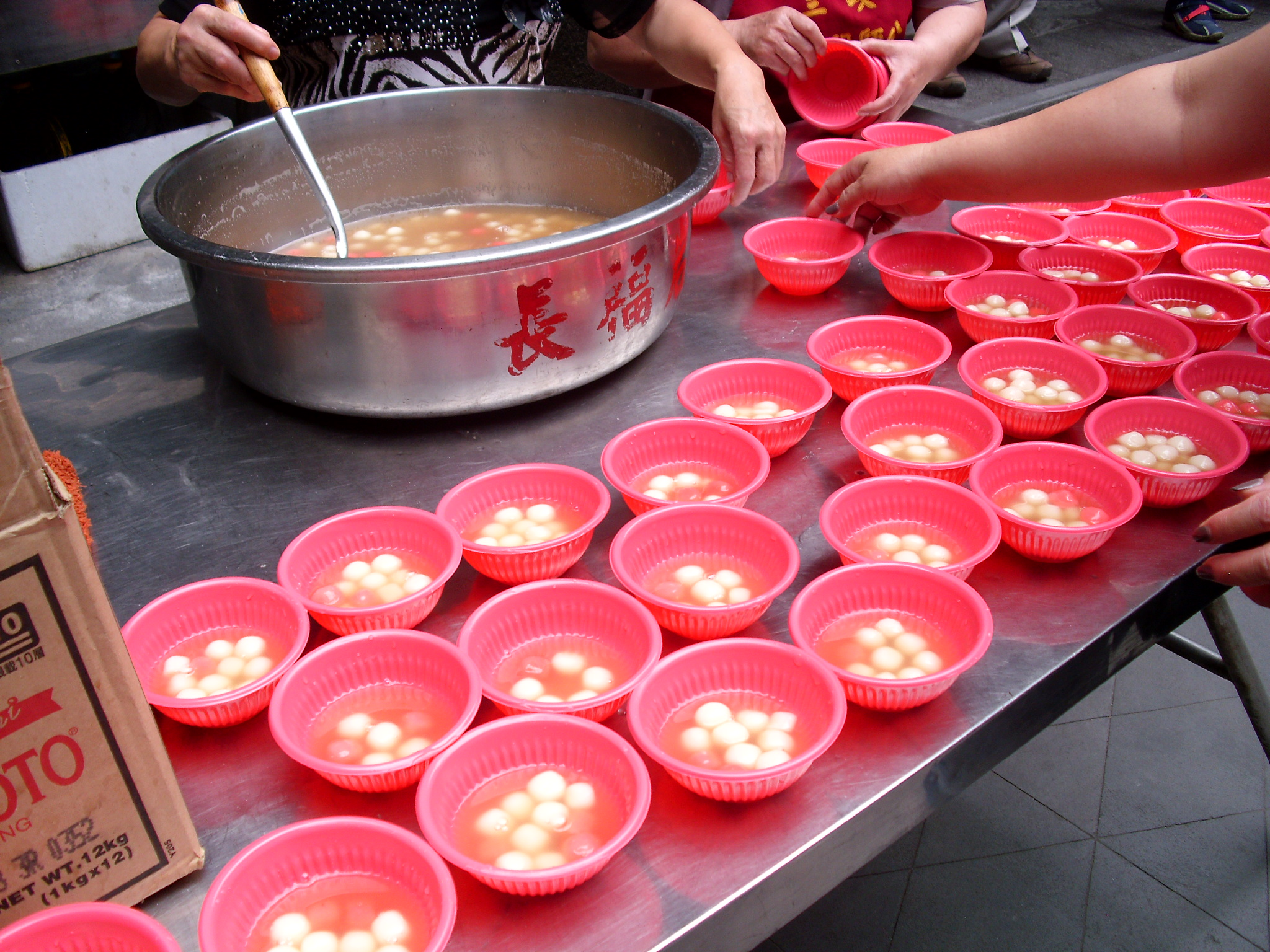
三峽祖師廟進香拜拜食平安圓

三峽祖師廟廟方解釋：神豬祭典原本不是祭祀清水祖師，原是因為三峽地區的福建安溪移民在三峽、鶯歌與桃園大溪開墾之際，常遭野生動物及當地原住民出草攻擊，因此產生除夕殺神豬拜山靈（或山神）以求平安的習俗，後來因大年初六是祖師誕辰，便將二者合併祭祀，此習俗實際上與祖師本人無關。三峽祖師廟總務組長劉金達說：「祖師公喫素，不喫豬肉。」

## 文化
作曲家劉學軒所譜之大型管絃樂曲《三峽祖師廟的石獅》曾排入匈牙利布達佩斯交響樂團（Budapest Symphony Orchestra）2004年臺灣巡迴演出曲目。

## 腳注
1. ↑  . PeoPo 公民新聞. 2018-05-29  [2018-06-23]. （原始内容存档于2018-06-23）.
2. ↑  . 新北市藝遊行動版. 2018-06-04  [2018-06-24]. （原始内容存档于2019-02-18）.
3. ↑  .   [2024-11-13]. （原始内容存档于2024-11-12）.
4. ↑  .   [2024-11-13]. （原始内容存档于2024-11-30）.
5. ↑  國家文化資產網. .   [2019-07-19]. （原始内容存档于2019-05-01）.
6. ↑  K. J. Tsay. . 原始内容存档于2007-03-20.
7. 1 2 3  王, 明義. . 三峽鎮公所. 1993年.
8. 1 2 3  呂建鋒. . 國立中正大學歷史研究所碩士論文.
9. ↑  .   [2024-11-13]. （原始内容存档于2024-11-30）.
10. ↑  祖師廟的石獅子
11. ↑  石雕匠師
12. ↑  . 鳴人堂. 2018-02-23  [2020-01-05]. （原始内容存档于2020-09-14）.
13. ↑  . 中時新聞網. 2018-02-07  [2018-02-21]. （原始内容存档于2018-02-21）.
14. ↑  . 中時新聞網. 2014-02-05  [2018-02-21]. （原始内容存档于2018-02-21）.
15. ↑  . 自由時報. 2013-02-16  [2018-02-21]. （原始内容存档于2018-02-21）.
16. ↑  . 蘋果日報. 2012-01-24  [2018-02-21]. （原始内容存档于2012-01-26）.
17. ↑  自由時報記者記者趙靜瑜. . 大紀元. 2004-09-17  [2004-09-17]. （原始内容存档于2005-01-22）.

## 外部連結
- 官方网站（页面存档备份，存于）
- 三峽祖師廟建築藝術之美
- 國立交通大學建築研究所：李梅樹三峽祖師廟全套建築圖
- 在Flickr上看三峽祖師廟的相關攝影照片 （页面存档备份，存于）
- 李梅樹紀念館
- 三峽傷心廟
- 三峽長福巖清水祖師廟—文化部文化資產局（页面存档备份，存于）
- 三峽長福巖清水祖師聖誕祭典—文化部文化資產局（页面存档备份，存于）
- 三峽清水祖師廟—新北市觀光旅遊網 （页面存档备份，存于）
- 三峽祖師廟—新北市三峽區公所 （页面存档备份，存于）